# إبراهيم بن عبد الرزاق الأنطاكي
أبو إسحٰق إبراهيم بن عبد الرزاق الأنطاكي، مقرئ أهل الشام، وله مصنف في القراءات الثمان. توفي سنة 339 هـ الموافق 950 م في أنطاكية.

## علمه بالقراءة
- تلا على: هارون الأخفش، وقنبل، وعثمان بن خرزاذ، وإسحٰق الخزاعي، وتلا شيخه عثمان على قالون.
- تلا عليه: محمد بن الحسن، وعلي بن بشر الأنطاكي، وعبد المنعم بن غلبون، وأبو علي بن حبش.
- وروى عنه: أبو أحمد الدهان، وأبو الحسين بن جميع.[3]

قال أبو عمرو الداني: هو مقرئ ضابط، ثقة مأمون.